# Marchainville
Marchainville è un comune francese di 213 abitanti situato nel dipartimento dell'Orne nella regione della Normandia.

## Geografia fisica
Nel territorio comunale c'è la sorgente del Fiume Eure.

## Società

### Evoluzione demografica
Abitanti censiti